# Ґонсоцин
Ґонсоцин (пол. Gąsocin) — село в Польщі, у гміні Сонськ Цехановського повіту Мазовецького воєводства.
Населення — 1176 осіб (2011).
У 1975-1998 роках село належало до Цехановського воєводства.

## Демографія
Демографічна структура станом на 31 березня 2011 року:
|          | Загалом | Допрацездатний вік | Працездатний вік | Постпрацездатний вік |
| -------- | ------- | ------------------ | ---------------- | -------------------- |
| Чоловіки | 560     | 104                | 399              | 57                   |
| Жінки    | 616     | 111                | 358              | 147                  |
| Разом    | 1176    | 215                | 757              | 204                  |